# Всесвітній день охорони довкілля
Всесвітній день охорони довкілля (англ. World Environment Day, ісп. Día mundial del medio ambiente, фр. Journée mondiale de l'environnement) — міжнародний день ООН, що відзначається щорічно 5 червня.

## Історія свята
11 травня 1971 року генеральному секретареві ООН надійшло звернення, яке підписали 2200 діячів науки й культури з 23 країн світу. Вони попереджали людство про безпрецедентну небезпеку, що загрожує йому у зв'язку із забрудненням довкілля: «Або ми покінчимо із забрудненням, або воно покінчить із нами».
У 1972 році у Стокгольмі відбулася Всесвітня конференція із захисту довкілля, на якій були присутні повноважні представники 113 держав. Учасники конференції ухвалили рішення щодо щорічного проведення Всесвітнього дня охорони довкілля 5 червня.
Офіційно Всесвітній день охорони довкілля був заснований Генеральною асамблеєю ООН на її 27-й сесії 15 грудня 1972 року (резолюція № A/RES/2994 (XXVII)). Також була заснована нова організація в системі ООН — Програма ООН по навколишньому середовищу, під егідою якої з тих пір і відзначається всім світовим співтовариством щорічно День охорони довкілля. 

## Мета свята
Всесвітній день охорони довкілля є одним з основних способів привернути увагу світової громадськості до проблем довкілля, а також стимулювати політичний інтерес і відповідні дії.
Святкування цього Дня розраховане на те, щоб привнести людський фактор у питання охорони довкілля; дати народам світу можливість активно сприяти стійкому й справедливому розвитку; сприяти розумінню того, що основною рушійною силою зміни підходів до природоохоронних питань є громади; а також роз'яснити корисність партнерських відносин, щоб у всіх країн і народів було більше безпечне й благополучне майбутнє.

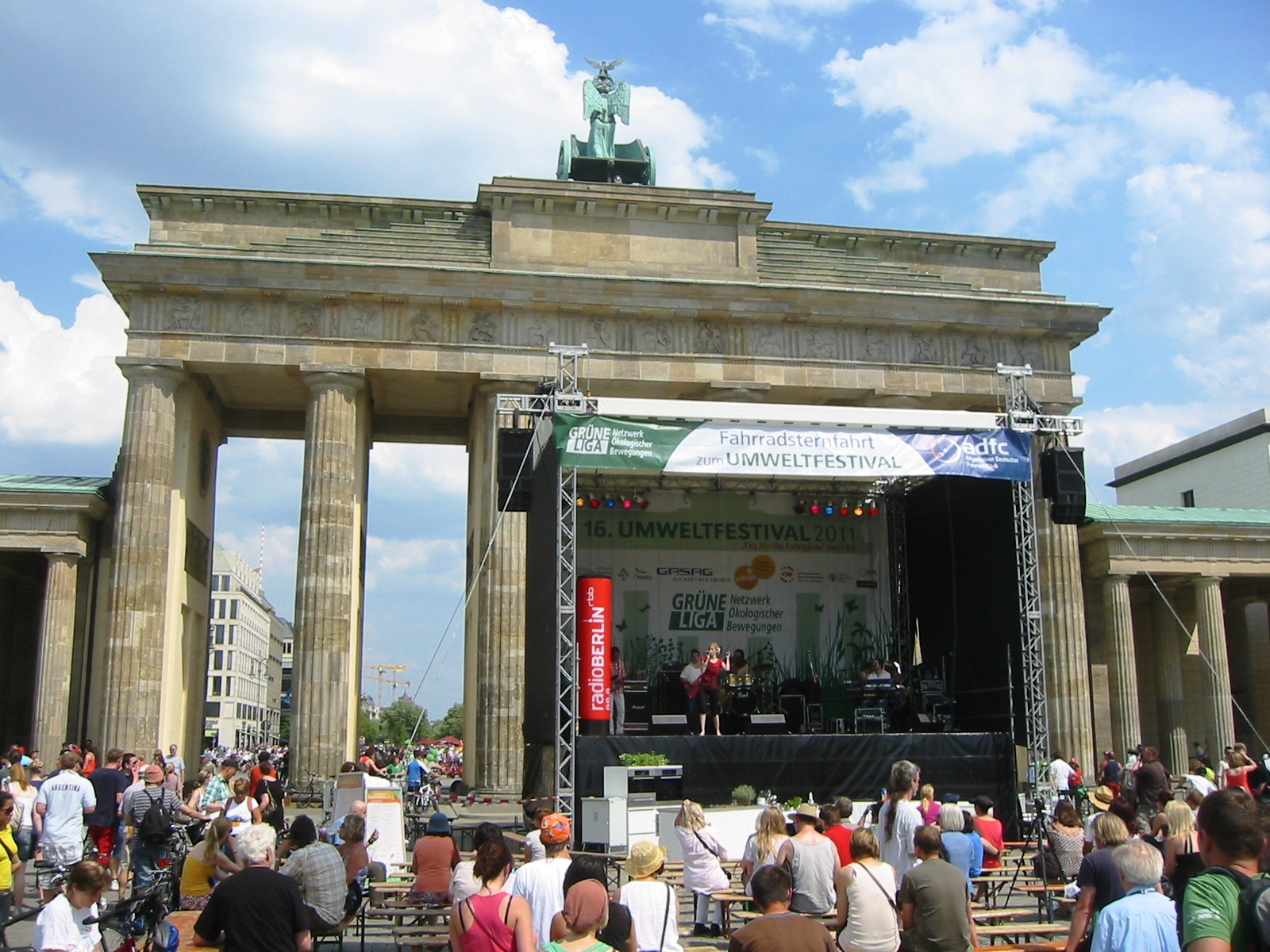
Сцена навпроти Бранденбурзьких воріт на Фестивалі довкілля 2011

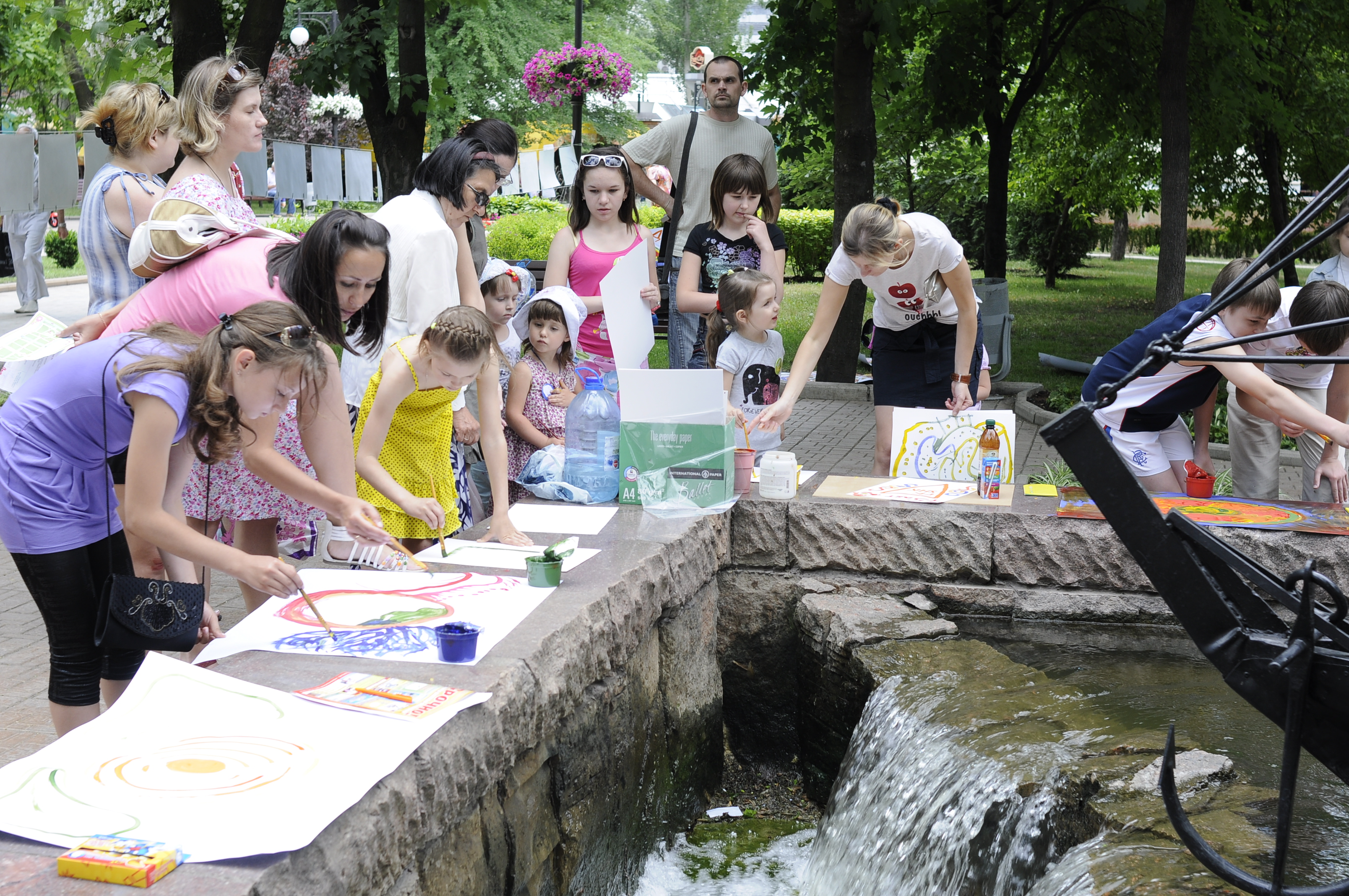
Всесвітній день довкілля у Донецьку, 2011

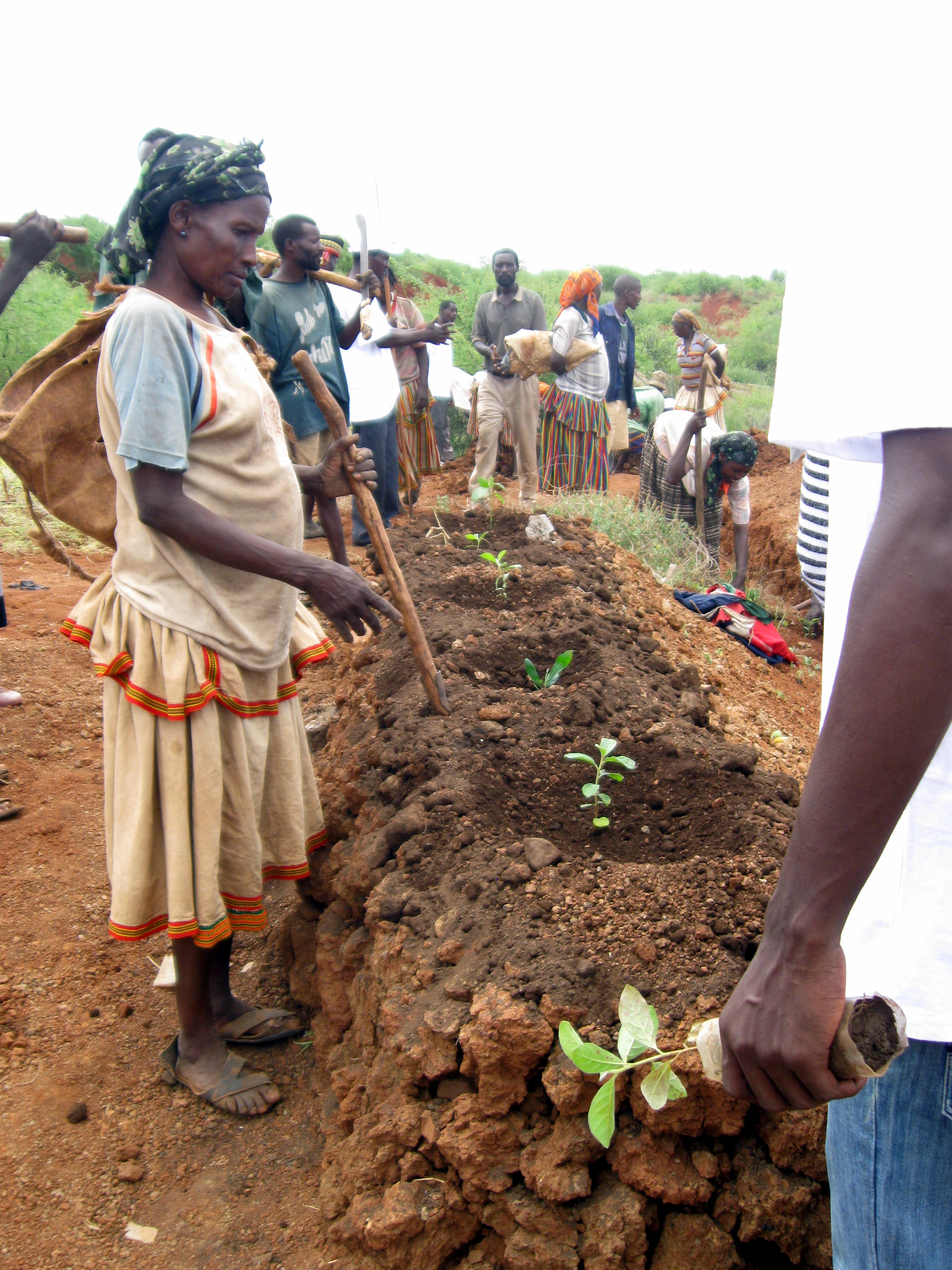
Висаджування дерев у Консо, Ефіопія, 2012

## Теми Дня
Кожного року визначається тема, під якою відбуваються заходи до Всесвітнього дня охорони довкілля:
- 2023 — «Вирішення проблеми забруднення пластиком» (англ. Solutions to plastic pollution)
- 2022 — «Тільки одна Земля» (англ. Only One Earth)
- 2021 — «Відновлення екосистем» (англ. Ecosystem restoration)
- 2020 — «Час природи» (англ. Time for Nature)
- 2019 — «Бій забрудненню повітря» (англ. Beat Air Pollution)
- 2018 — «Бій забрудненню пластиком» (англ. Beat Plastic Pollution)
- 2017 — «Єднання людей і природи - в місті і селі, від полюсів до екватора» (англ. Connecting People to Nature – in the city and on the land, from the poles to the equator)
- 2016 — «Політика абсолютної нетерпимості до незаконної торгівлі дикими тваринами» (англ. Zero Tolerance for the Illegal Wildlife trade)
- 2015 — «Сім мільярдів мрій; одна планета; споживай думаючи» (англ. Seven Billion Dreams; One Planet; Consume with Care)
- 2014 — «Маленькі острови і зміна клімату» англ. Small Islands and Climate Change, слоган — «Підніми свій голос, а не рівень моря!» (Raise Your Voice Not The Sea Level)
- 2013 — «Думай. Їж. Зберігай» (англ. Think.Eat.Save)
- 2012 — «Зелена економіка: а ти частина неї?» (англ. Green Economy: Does it include you?)
- 2011 — «Ліси: використовуючи послуги природи» (англ. Forests-Nature At Your Service)
- 2010 — «Багато видів. Одна планета. Одне майбутнє» (англ. Many Species. One Planet. One Future)
- 2009 — «Ви потрібні своїй планеті — об'єднаймося на боротьбу зі зміною клімату» (англ. Your Planet Needs You – UNite to Combat Climate Change)
- 2008 — «Звільнися від CO2-залежності! На шляху до економіки з низьким викидами вуглецю» (англ. CO2, Kick the Habit! Towards a Low Carbon Economy.)
- 2007 — «Танення льоду — гаряча тема?» (англ. Melting Ice – a Hot Topic?)
- 2006 — «„Ні“ опустелюванню посушливих земель» (англ. Don't desert drylands)
- 2005 — «Зелені міста» (англ. Green Cities), слоган — «Плануймо задля планети!» (Plan for the Planet!)
- 2004 — «Потрібні моря й океани! Живими чи мертвими?» (англ. Wanted! Seas and Oceans – Dead or Alive?)
- 2003 — «Вода — два мільярди людей гостро її потребують!» (англ. Water – Two Billion People are Dying for It!)
- 2002 — «Дайте Землі шанс» (англ. Give Earth a Chance)
- 2001 — «Увійти у Всесвітню павутину життя» (англ. Connect with the World Wide Web of Life)
- 2000 — «Тисячоліття довкілля — час діяти» (англ. The Environment Millennium – Time to Act)
- 1999 — «Наша Земля — наше майбутнє. Просто рятуй її!» (англ. Our Earth – Our Future – Just Save It!)
- 1998 — «Заради життя на Землі — врятуймо наші моря» (англ. For Life on Earth – Save Our Seas)
- 1997 — «Заради життя на Землі» (англ. For Life on Earth)
- 1996 — «Наша Земля, наше середовище, наш дім» (англ. Our Earth, Our Habitat, Our Home)
- 1995 — «Ми, народи: об'єднані заради глобального довкілля» (англ. We the Peoples: United for the Global Environment)
- 1994 — «Одна Земля, одна сім'я» (англ. One Earth One Family)
- 1993 — «Бідність і довкілля — розірвати гріховне коло» (англ. Poverty and the Environment – Breaking the Vicious Circle)
- 1992 — «Земля у всіх одна — турбуймося разом» (англ. Only One Earth, Care and Share)
- 1991 — «Зміна клімату. Необхідність глобального партнерства» (англ. Climate Change. Need for Global Partnership)
- 1990 — «Діти і довкілля» (англ. Children and the Environment)
- 1989 — «Глобальне потепління, глобальне застереження» (англ. Global Warming; Global Warning)
- 1988 — «Коли люди поставлять довкілля на перше місце, розвиток триватиме» (англ. When People Put the Environment First, Development Will Last)
- 1987 — «Довкілля і прихисток: більше, ніж дах» (англ. Environment and Shelter: More Than A Roof)
- 1986 — «Дерево для миру» (англ. A Tree for Peace)
- 1985 — «Молодь: населення і довкілля» (англ. Youth: Population and the Environment)
- 1984 — «Опустелювання» (англ. Desertification)
- 1983 — «Поводження й утилізація небезпечних відходів: кислотні дощі та енергія» (англ. Managing and Disposing Hazardous Waste: Acid Rain and Energy)
- 1982 — «Десять років після Стокгольму (знову про проблеми довкілля)» (англ. Ten Years After Stockholm (Renewal of Environmental Concerns))
- 1981 — «Ґрунтові води; токсичні хімічні речовини у харчовому ланцюжку людини» (англ. Ground Water; Toxic Chemicals in Human Food Chains)
- 1980 — «Новий виклик для нового десятиріччя: розвиток без руйнувань» (англ. A New Challenge for the New Decade: Development Without Destruction)
- 1979 — «Лише одне майбутнє для наших дітей — розвиток без руйнувань» (англ. Only One Future for Our Children – Development Without Destruction)
- 1978 — «Розвиток без руйнувань» (англ. Development Without Destruction)
- 1977 — «Природоохоронна проблема озонового шару; втрата земель і деградація ґрунтів» (англ. Ozone Layer Environmental Concern; Lands Loss and Soil Degradation)
- 1976 — «Вода — ключовий ресурс життя» (англ. Water: Vital Resource for Life)
- 1975 — «Населені пункти» (англ. Human Settlements)
- 1974 — «Лише одна Земля» (англ. Only one Earth)

## Всесвітній день довкілля в Україні
- У 2011 р. Представництво Організації Об'єднаних Націй в Україні запросило громадські організації до партнерства у відзначенні Всесвітнього дня охорони довкілля, що 2011 року відзначається у Києві в Маріїнському парку. Свято включає у себе нагородження переможців конкурсу малюнків «Малюю планету — Малюю майбутнє!» у вигляді прес-конференції, майстер класи, екологічну виставку, концерт «Звуки природи», покази екологічних фільмів із програми кінофестивалю «ЕкоЧашка в Україні» в Голосіївському парку м. Києва.
- У 2019 р. національним природним парком "Кременецькі гори" проведено велопробіг, приурочений до відзначення в Україні Всесвітнього дня довкілля[2][3].